# Winston Cenac
Winston Cenac, né le 14 septembre 1925 à Soufriere et mort le 22 septembre 2004 à Castries, est un homme politique lucien, Premier ministre en 1981-1982.

## Biographie
Winston Francis Cenac est né à Soufriere le 14 septembre 1925. Il fait ses études au Collège Sainte-Marie de Sainte-Lucie et obtient un Bachelor of Laws de l'Université de Londres comme étudiant externe. Après ses études, il travaille au bureau du greffier en chef de la première Cour de District, puis devient en 1952 greffier adjoint de la Cour Suprême de Sainte-Lucie. En 1957, il est inscrit au Barreau de Londres à Lincoln's Inn et devient Greffier de la Cour Suprême de Sainte-Lucie. En 1959, il devient le Greffier en chef de la Cour Suprême des Windward and Leeward Islands, dont le siège est à Saint-Georges à Grenade.
À partir de 1962, il occupe plusieurs postes dans les bureaux de procureurs des Windward Islands à Sainte-Lucie, Saint-Vincent-et-les-Grenadines ou à Grenade. En même temps, il participe comme conseiller juridique auprès de divers gouvernements de ces pays pour préparer la dévolution du pouvoir du Royaume-uni vers les gouvernements locaux des Antilles. En 1967, alors qu'il est procureur général à Grenade, il prend sa retraite et après deux ans rentre à Sainte-Lucie où il devient avocat. Il accepte cependant de siéger comme juge temporaire dans diverses hautes cours des îles britanniques des Petites Antilles.
 
En 1979, il est élu à Soufrière comme député, sous la bannière du Parti travailliste de Sainte-Lucie et devient attorney general dans le gouvernement d'Allan Louisy. Lorsque celui-ci démissionne, le 4 mai 1981, Cenac devient Premier ministre. Il est lui-même forcé à la démission le 17 janvier 1982 et remplacé par Michael Pilgrim.

Il redevient alors avocat et s'intéresse particulièrement aux problèmes juridiques liés aux questions foncières, il publie en 1988 un ouvrage consacré à cette question. il est aussi actif dans diverses associations juridiques de la Caraïbe anglophone. Il meurt le 22 septembre 2004.

### Famille
Il est le frère de Neville Cenac, également homme politique.